# Miroslav de Croatie
Miroslav est un roi de Croatie qui régna de 945 à sa mort en 949. Il était membre de la dynastie des Trpimirović.
Fils aîné de Krešimir Ier, il lui succéda en 945. Son règne est marqué par une guerre civile qui coûta à la Croatie la perte des cités dalmates et entraina l’affaiblissement de sa puissance militaire. Miroslav fut finalement tué par son ban Pribina en 949 et son frère cadet, Mihajlo Krešimir II lui succéda.